# Julia Leigh
Julia Leigh (Sídney, 1970) es una novelista, directora de cine y guionista australiana. En 2011, su primer largometraje Sleeping Beauty (La bella durmiente) fue seleccionado para proyectarse en la competición oficial en el Festival de Cine de Cannes. Es autora de dos novelas premiadas, El cazador e Inquietud.

## Biografía
Nacida en 1970 en Sídney, Nueva Gales del Sur, Leigh es la mayor de tres hijas. Su padre era médico y su madre profesora de matemáticas.
Leigh se especializó en filosofía y derecho en la Universidad de Sídney y fue admitida en la Corte Suprema de Nueva Gales del Sur como practicante legal. Durante un tiempo trabajó como asesora legal en la Sociedad Australiana de Autores, donde cambió su interés por la escritura. Entre sus mentores se encuentran los autores Frank Moorhouse y, como parte de la edición 2002-2003 de la Iniciativa de artes Rolex Mentor and Protégé, Toni Morrison. En 2009, recibió un doctorado en inglés de la Universidad de Adelaida.

## Trayectoria profesional
Es la autora de las novelas The Hunter (1999) y Disquiet (2008). Disquiet ganó el premio Encoreen 2009. El cazador se adaptó a un largometraje de 2011 protagonizado por Willem Dafoe, Sam Neill y Frances O'Connor. Leigh también escribió e hizo su debut como directora con Sleeping Beauty, una película de 2011 protagonizada por Emily Browning sobre una estudiante universitaria atraída por el misterioso mundo de deseos. Su película fue seleccionada para competir en la sección principal del Festival de Cine de Cannes de 2011.
En 2016, publicó un trabajo autobiográfico Avalanche sobre su experiencia personal con la fertilización in vitro. En una reseña del periódico australiano Sydney Morning Herald, Gretchen Shirm dijo que «en el corazón de este libro se encuentra una generosidad abrumadora, la voluntad de impartir experiencia personal por la percepción que ofrece a los demás». En 2015, Leigh recibió la Beca Peter Blazey de la Universidad de Melbourne por su trabajo en Avalanche y en 2016 recibió la Beca del Consejo de Australia en Literatura por trabajar en una nueva novela.
Ha vivido también largas temporadas en París y Nueva York (donde fue profesora adjunta de inglés en la universidad privada Barnard College).

## Filmografía
- Sleeping Beauty (2011)